# إموري (فرجينيا)
إموري  (بالإنجليزية: Emory)‏ هي منطقة سكنية (CDP) في مقاطعة واشنطن, فرجينيا, الولايات المتحدة. بلغ عدد سكانها 1,251 في تعداد عام 2010. تكون إموري جزءا من المنطقة المتروبوليتية  كينغسبورت–بريستول (تينيسي)–بريستول (فرجينيا)، والتي هي بذاتها جزء من منطقة المدن الثلاث (Tri Cities) المكونة من جونسون سيتي وكينغسبورت وبريستول (تينيسي وفرجينيا).
تم افتتاح مكتب البريد في إموري عام 1847. سميت البلدة بهذا الاسم نسبة إلى كلية إموري وهنري التي تقع فيها، والتي سميت بهذا الاسم نسبة إلى الأسقف الميثودي جون إموري.